# Imperador romano
O Imperador Romano (em latim: Imperator Romanorum, Imperator Romanus o Imperator Caesar Augustus, Princeps et Dominus) era o governante monárquico e chefe de Estado do Império Romano, começando com a concessão do título de augustus a Otaviano em 27 a.C. O termo "imperador" é uma convenção moderna e não existia como tal durante o Império. Muitas vezes, quando um romano é descrito como se tornando imperador, isso reflete sua adoção do título de augustus e, posteriormente, de basileus. Outro título usado era imperator, originalmente uma honraria militar, e caesar, originalmente um sobrenome. Os primeiros imperadores também usavam o título de princeps ("primeiro") juntamente com outros títulos republicanos, notavelmente cônsul e pontifex maximus.
A legitimidade do governo de um imperador dependia de seu controle sobre o exército romano e do reconhecimento pelo Senado; um imperador normalmente seria proclamado por suas tropas, ou pelos senadores em Roma, ou por ambos. Os primeiros imperadores reinavam sozinhos; mais tarde, às vezes, governavam com co-imperadores para assegurar a sucessão ou dividir a administração do império entre eles. O cargo de imperador era considerado distinto do de rex ("rei"). Augusto, o primeiro imperador, recusou resolutamente o reconhecimento como monarca. Nos primeiros trezentos anos de imperadores romanos, esforços foram feitos para retratar os imperadores como líderes da República, temendo qualquer associação com os reis que governaram Roma antes da República.
A partir de Diocleciano, cujas reformas tetrárquicas dividiram a posição em um imperador no Ocidente e um no Oriente, os imperadores governaram de maneira abertamente monárquica. Embora a sucessão fosse geralmente hereditária, era apenas hereditária se houvesse um candidato adequado aceitável para o exército e a burocracia, então o princípio de herança automática não foi adotado, o que muitas vezes levou a vários pretendentes ao trono. Apesar disso, elementos da estrutura institucional republicana (senado, cônsules e magistrados) foram preservados mesmo após o fim do Império Ocidental.
Constantino, o Grande, o primeiro imperador cristão, moveu a capital de Roma para Constantinopla, anteriormente conhecida como Bizâncio, em 330 d.C. Os imperadores romanos sempre ocuparam altos cargos religiosos; sob Constantino, surgiu a ideia especificamente cristã de que o imperador era o governante escolhido por Deus na terra, um protetor especial e líder da Igreja Cristã, uma posição posteriormente denominada Cesaropapismo. Na prática, a autoridade de um imperador em questões da Igreja era frequentemente desafiada. O Império Romano Ocidental colapsou no final do século V após múltiplas invasões por tribos bárbaras germânicas, sem nenhum pretendente reconhecido ao título de Imperador do Ocidente após a morte de Júlio Nepos em 480. Em vez disso, o imperador oriental Zenão proclamou-se o único imperador de um Império Romano teoricamente indivisível (embora na prática ele não tivesse autoridade no Ocidente). Os subsequentes imperadores orientais governando de Constantinopla se autodenominavam "Basileus dos Romanos" (βασιλεύς Ῥωμαίων, Basileus Romaíon, em grego), mas são frequentemente referidos na erudição moderna como imperadores bizantinos.
O papado e os reinos germânicos do Ocidente reconheciam os imperadores orientais até a ascensão da imperatriz Irene em 797. Depois disso, o papado criou uma linhagem rival de imperadores romanos na Europa Ocidental, os Imperadores do Sacro Império Romano, que governaram por grande parte do período entre 800 e 1806 com diferentes graus de autoridade e controlando territórios que mudavam com igual frequência. Esses imperadores nunca foram reconhecidos em Constantinopla e suas coroações resultaram no problema medieval de dois imperadores. O último imperador oriental foi Constantino XI Paleólogo, que morreu durante a Queda de Constantinopla para o Império Otomano em 1453. Após a conquista da cidade, os sultões otomanos adotaram o título de "César dos Romanos" (kayser-i Rûm). Um grupo bizantino de imperadores pretendentes existiu no Império de Trebizonda até sua conquista pelos otomanos em 1461, embora usassem um título modificado desde 1282.

## O termoimperator
Originariamente, o nome imperator significava um general vitorioso que tivera sido aclamado pelas suas tropas e tendo, portanto, direito ao triunfo, concedido pelo senado e pelo povo. Depois de Augusto, o título foi incorporado como prenome por todos os imperadores romanos. Ao título de imperator seguia, geralmente, o número de vezes que o imperador tinha sido aclamado pessoalmente ou pelos seus generais.

## Definição
A autoridade legal do imperador derivava duma extraordinária concentração de poderes individuais e cargos já existentes na República Romana, mais que dum novo cargo político. Os imperadores continuavam eleitos regularmente como cônsules e como censores, mantendo a tradição republicana. O imperador ostentava na realidade os cargos não imperiais de príncipe do senado (líder parlamentar do senado) e pontífice máximo (máxima autoridade religiosa do império).
Contudo, estes cargos somente proporcionavam prestígio (dignitas) à pessoa do imperador. Os poderes deste derivavam da auctoritas. Na figura imperial, reuniam-se as figuras autoritárias do imperium maius (comandante em chefe militar) e da tribunicia potestas (máxima autoridade jurídica). Como resultado, o imperador encontrava-se acima dos governadores provinciais e dos magistrados ordinários. Tinha direito a ditar penas de morte, os cidadãos deviam-lhe obediência, gozava de inviolabilidade pessoal (sacrosanctitas) e podia resgatar qualquer plebeu das mãos dos magistrados, incluindo dos tribunos da plebe (ius intercessio).
O posto de imperador não era uma magistratura nem cargo do Estado (de fato, carecia de um uniforme como se prescrevia para os magistrados, senadores e cavaleiros, se bem que os últimos imperadores foram distinguidos com a toga púrpura, dando origem à frase "vestir a púrpura" como sinônimo da assunção da dignidade imperial). Não houve um título regular para o cargo até o século III. Os títulos normalmente associados à dignidade imperial eram imperator (com o significado de comandante supremo militar), césar (que originalmente teve o significado de cabeça designada, Nobilissimus Caesar) e augusto (augustus; com o significado de 'majestoso' ou 'venerável'). Após o estabelecimento da Tetrarquia por Diocleciano, a palavra "césar" passou a designar os dois imperadores menores, e "augusto" os dois imperadores maiores.
Os imperadores das primeiras dinastias eram considerados quase como a cabeça do Estado. Como príncipe do senado, o imperador podia receber as embaixadas estrangeiras chegadas a Roma. Porém Tibério considerava que isto era trabalho para um grupo de senadores sem necessidade da sua presença. Por analogia, e em termos modernos, estes primeiros imperadores poderiam ser considerados como chefes de Estado.
A palavra príncipe (princeps), cujo significado era 'primeiro cidadão', foi um termo republicano utilizado para denominar os cidadãos que lideravam o Estado. Era um título meramente honorífico que não implicava deveres nem poderes. Foi o preferido de Augusto, pois o seu uso implicava unicamente primazia, em oposição a imperator, que implicava dominação. A posição real do imperador era em essência a de pontífice máximo (pontifex maximus) com poderes de tribuno e sobre todos os outros cidadãos. Manteve-se a denominação de príncipe para conservar a aparência institucional republicana.
A palavra grega basileu (basileus; comumente traduzida como "rei") mudou o seu significado, tornando-se sinônimo de imperador (e começou a ser mais usada após o reinado do imperador bizantino Heráclio). Os gregos careciam da sensibilidade republicana dos romanos e consideravam o imperador como um monarca. Na época de Diocleciano, e posteriormente, o título príncipe caiu em desuso, sendo substituído pelo de dominus (senhor). Os últimos imperadores usaram a fórmula Imperator Caesar NN Pius Felix (Invictus) Augustus, onde NN era o nome individual do imperador de vez, Pio Félix (Pius Felix) significava 'bendito e piedoso', e Invicto (Invictus) tinha o senso de 'nunca derrotado'. O uso de príncipe e domino simboliza num sentido amplo a diferença entre as duas etapas do governo imperial, conhecidas como Principado e Dominato.

## Histórico

### Júlio César

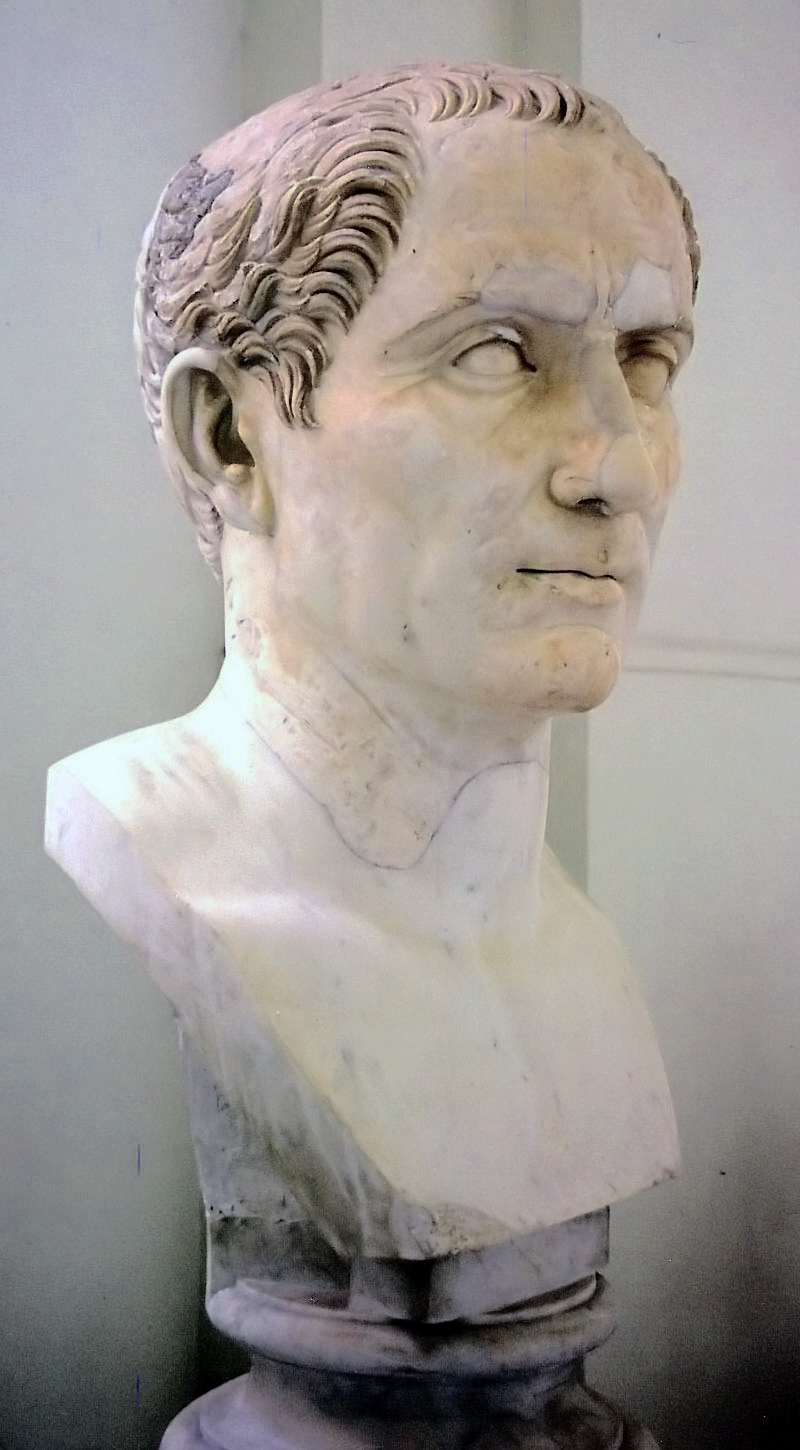
Júlio César
Busto no Museu Arqueológico Nacional de Nápoles

No final do período republicano não existia um título que implicasse um poder individual semelhante ao de um monarca. Tomando como referência a tradução literal de imperator para o português, o próprio Júlio César teria sido imperador, como muitos outros generais romanos antes dele. Em vez disso, e após o fim das guerras civis durante as quais Júlio César liderou os seus exércitos para conseguir o poder, ficou claro por um lado que não existia consenso sobre o retorno da monarquia, e por outro, que a presença há um tempo de tantos altos governantes com iguais poderes outorgados pelo senado, lutando entre eles, devia chegar ao seu fim.
Com objeto de atingir essa monarquia não declarada, Júlio César, e alguns anos mais tarde Otaviano, de uma forma mais sutil e gradual, trabalharam para acumular os cargos e títulos de maior importância na república, fazendo que os poderes associados a ditos cargos fossem permanentes e evitando que alguém com idênticas aspirações pudesse acumular ou conservar poderes por si mesmos.
Júlio César percorreu uma parte considerável do caminho nesta direção, ostentando os cargos republicanos de cônsul (quatro vezes) e ditador (cinco vezes); conseguindo ser nomeado "ditador vitalício" (dictator perpetuus) em 45 a.C.. Também tinha sido pontífice máximo durante várias décadas, e preparado a sua futura deificação (iniciando o chamado culto imperial). Embora tenha sido o último ditador da república, Júlio César foi assassinado anos antes do colapso final das instituições tradicionais republicanas que abriram espaço ao sistema que os historiadores modernos chamaram Principado.
Na época do seu assassinato (44 a.C.), César já era o homem mais poderoso de Roma, mas sem ser príncipe, condição que os historiadores modernos consideram determinante para considerá-lo imperador. Apesar disso, conseguiu algo que somente um monarca teria podido conseguir, se bem que isto somente se faria evidente muitas décadas depois da sua morte: tornara hereditários os seus grandes poderes republicanos, através do seu testamento, no qual adotava Otaviano e designava-o como o seu único herdeiro político.

### Augusto

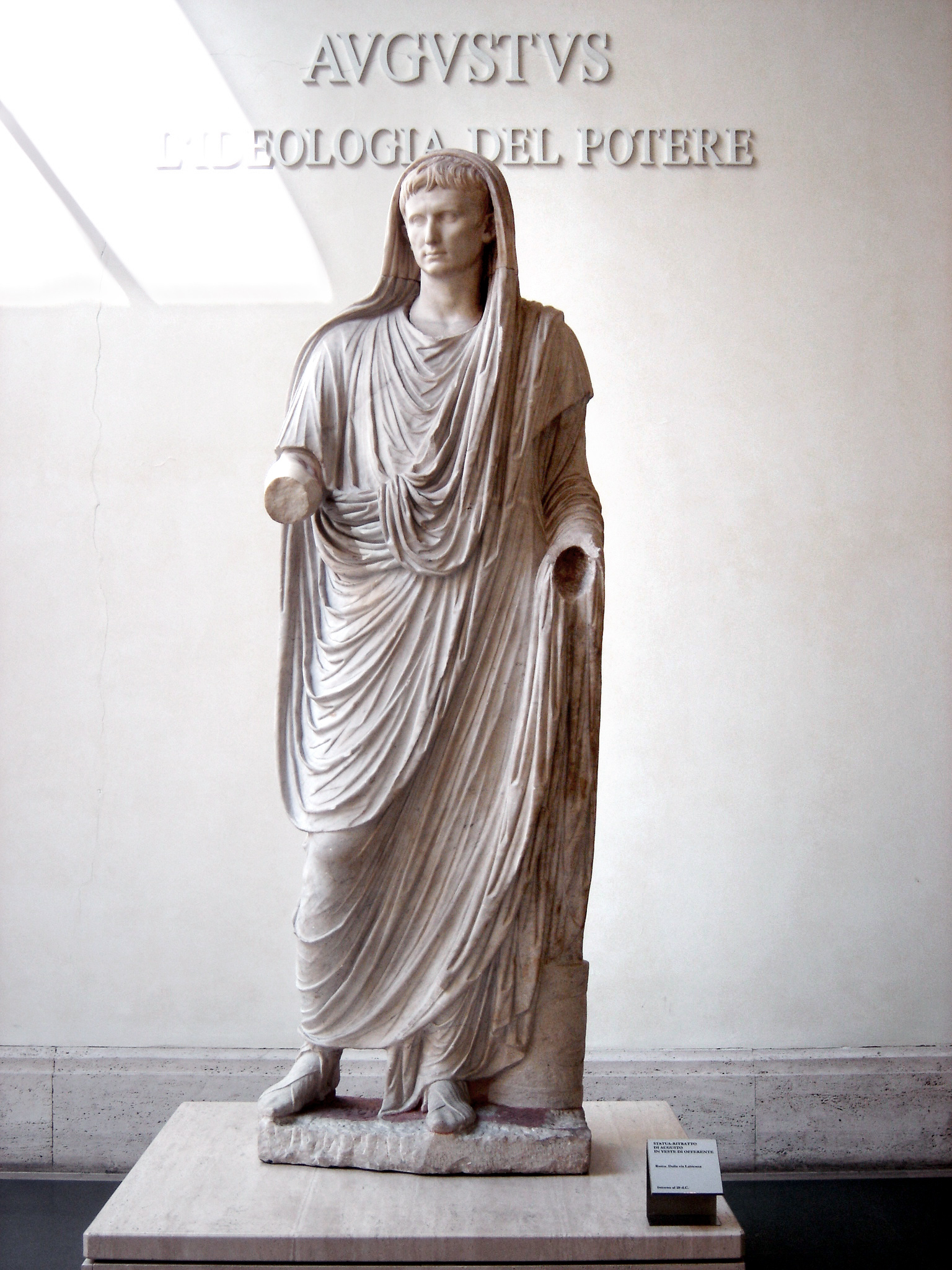
O imperador Augusto com as vestes de pontífice máximo

Somente quase uma década após a morte de Júlio César que Otaviano atingiu o poder supremo, superada a nova guerra civil após a morte de César e o processo gradual de neutralização dos seus companheiros no Primeiro Triunvirato, que culminou com a vitória sobre Marco Antônio e Cleópatra. De alguma forma, César construiu a armação sobre a qual se assentaria a condição futura do imperador.
Os historiadores dos primeiros séculos levaram mais em conta a continuidade: se existiu uma "monarquia sem reis" hereditária após a república, esta teria começado com Júlio César. Neste sentido, Suetônio escreveu as "Vidas dos Doze Césares", compilando os imperadores desde Júlio César (que Suetônio considerou como o primeiro imperador) e incluindo a dinastia flaviana (após a morte de Nero, o nome herdado 'César' converteu-se num título). Nos livros de história mais recentes, porém, indica-se que imediatamente depois do assassinato de Júlio César, o Estado romano voltara em todos os aspetos para a república, e que o Segundo Triunvirato dificilmente poderia ser considerado uma monarquia. Estas teses, amplamente seguidas, veem Augusto como o primeiro imperador num sentido estrito, tendo-se tornado imperador quando "restaurou" o poder ao senado e ao povo, ato que em si mesmo foi uma demonstração da sua auctoritas, recebendo o nome de Augusto em 27 a.C..
Ao longo da sua vida política, Otaviano, depois conhecido como Augusto, recebeu e adotou vários títulos que diferenciavam a sua condição da do restante dos políticos, mas nenhum que claramente o denominasse como imperador, evitando prudentemente os títulos de rei e ditador, fatais para Júlio César. Foi proclamado Augusto, mas este era considerado um apelido, mais que um título. Recebeu também o título de pontífice máximo. Além disso, Otaviano fez se nomear pelo senado com os títulos de imperator, augusto e príncipe do senado (o primeiro a falar no senado). Deste último título deriva a denominação de Principado para forma de poder que Augusto desenvolvera. Recebeu do senado a tribunicia potestas (o poder tribunício), sem necessidade de ser um dos tribunos.
Otaviano, ao mesmo tempo em que manteve as aparências da república, concentrou na sua pessoa as mais importantes funções republicanas: foi treze vezes cônsul, e recebeu os poderes de censor e de tribuno da plebe, sem ter sido eleito para estes cargos da magistratura. Ao mesmo tempo, criou outros cargos (prefeitos, legados províncias imperiais) cujos proprietários dependiam diretamente dele.

### Consolidação

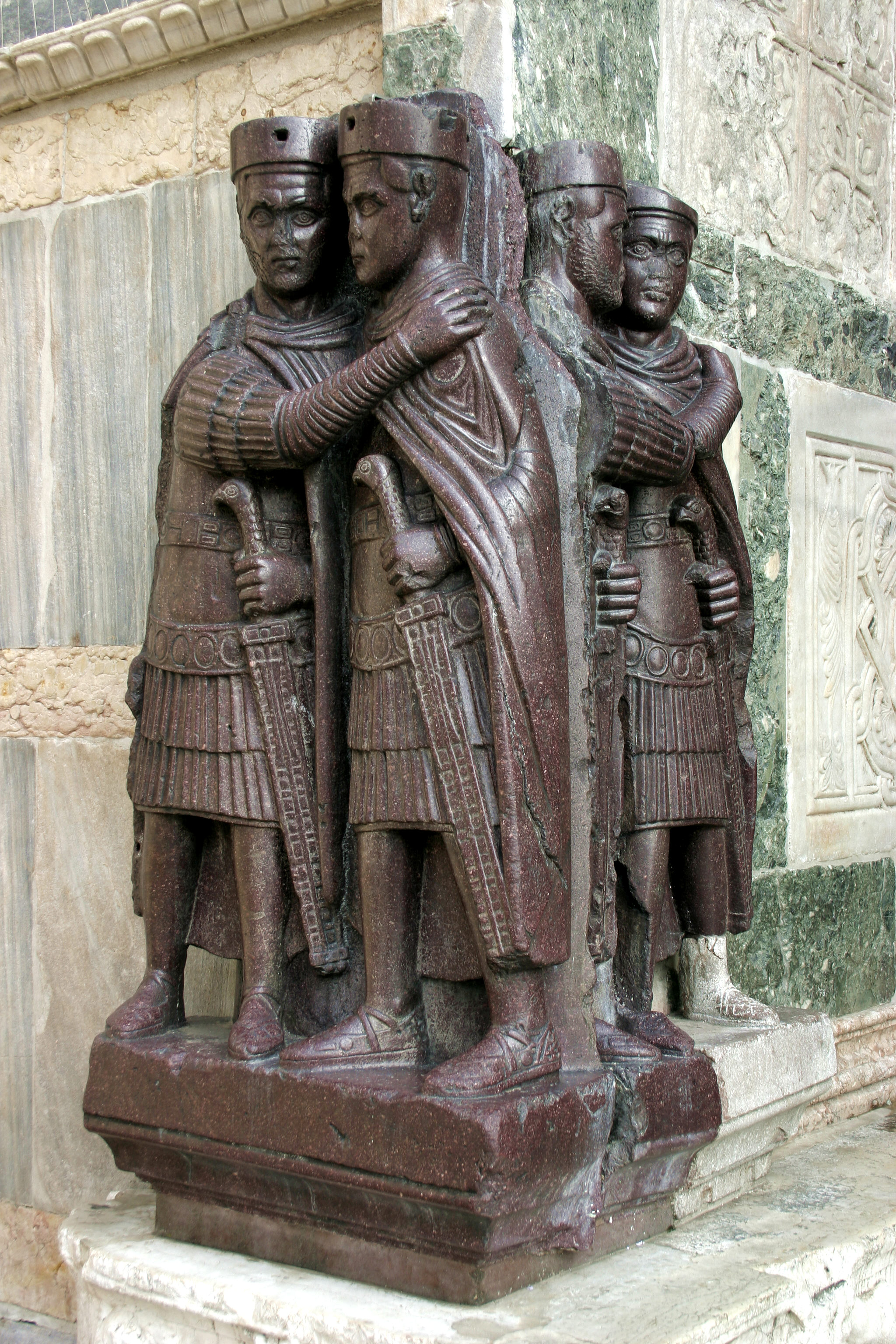
Os Tetrarcas, escultura porfírica, saqueada de um palácio bizantino em 1204
Tesouro de São Marcos, Veneza

Alguns historiadores, como Tácito, sugeriram que teria sido possível o retorno ao sistema republicano após a morte de Augusto, sem necessidade de nenhum câmbio, caso de ter existido um desejo real de fazê-lo (não permitindo a Tibério a acumulação dos mesmos poderes, coisa que este fez com rapidez). Mesmo Tibério seguiu mantendo praticamente inalterado o sistema de governo republicano.
Os primeiros sucessores de Augusto (júlio-claudianos, flavianos, antoninos) retomaram a ficção de um governo em nome do senado e do povo romano (SPQR = Senatus Populus Que Romanus), enquanto continuaram a concentrar mais poder pessoal. As palavras "imperador" e "Augusto" tornaram-se títulos dos imperadores.
A República Romana continuou ficticiamente, com os seus magistrados, mas sendo nomeados pelo imperador em vez de serem eleitos. O senado, composto por membros também escolhidos pelos mesmos imperadores, confirmava os títulos dos novos imperadores, que a miúdo também vieram das suas fileiras, e concediam a apoteose aos "bons" imperadores que eram então ascendidos à categoria de deuses, tornando-se o objeto de um culto oficial. Inversamente, o senado condenava os imperadores odiados ao esquecimento, declarando a sua damnatio memoriae. Os imperadores mantinham um lado popular, submergindo-se por vezes no povo romano: Augusto interpelava os espectadores do circo imperial desde a sua habitação; Nero, Trajano, Adriano frequentavam os banhos públicos.
O principado atingiu o seu apogeu sob o reinado de Trajano e Adriano. Este período permaneceu gravado durante o resto da Antiguidade, e mesmo depois, como uma era dourada, onde reinara a paz e a prosperidade; é a famosa Pax Romana.
Os historiadores assinalam como fim do principado a crise do terceiro século, designando como domínio ou dominato ao período que seguiu, de Diocleciano ao fim do Império Romano do Ocidente.

### Tetrarquia
A Tetrarquia foi um sistema de governo criado pelo imperador Diocleciano, como forma de resolver os problemas que ocasionaram a crise do terceiro século. Diocleciano dividiu o poder executivos entre os sectores orientais (pars Orientis) e ocidentais (pars Occidentis). Manteve o controle pessoal do sector oriental e o seu colega Maximiano controlou o ocidente. Na realidade, Diocleciano estava colocado em posição superior à de Maximiliano. A partir de então, o império passou a ter dois augustos, cada qual com exército, administração e capital próprios, e dois césares, embora Diocleciano continuasse a ser o chefe do Estado, representando a unidade do mundo romano.

### O culto imperial

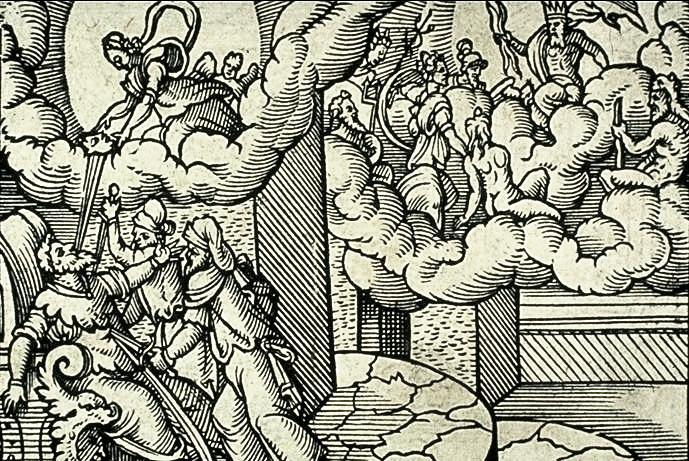
Deificação de Júlio César
Gravura da Idade Média

Ainda em vida, Júlio César consentiu na construção de uma estátua sua, a cujo pé havia a inscrição Deo invicto ('Ao deus invencível') em 44 a.C.. O mesmo ano fez-se nomear ditador vitalício. O seu herdeiro, Augusto, fez construir um templo em Roma dedicado ao 'divino Júlio' (divus Iulius). Como filho adotivo do deificado Júlio, Otaviano também recebeu o título de divi filius (filho dum deus). A elevação dos governantes romanos à categoria de divindade, chamada de apoteose, foi um mais dos elementos que contribuíram para a criação da figura imperial num longo processo não delimitado com claridade ao longo do tempo.
Tácito relata que Augusto e Tibério permitiram erigir um único templo na sua honra durante as suas vidas. Estes templos continham, porém, não somente as estátuas do imperador governante, que podia ser venerado à maneira de um deus, mas também se dedicavam a Roma (à cidade de Roma, no caso de Augusto, e ao senado no de Tibério). Ambos os templos estavam situados na parte asiática do Império Romano. O templo de Augusto estava situado em Pérgamo, enquanto Tibério não consentiu outro templo ou estátua na sua honra à parte das existentes em Esmirna, cidade eleita em 26 d.C. entre onze candidatas para erigir estes templos. Tibério assegurou frente ao senado que preferia ser recordado mais pelos seus atos que pelas pedras. Mas permitiu, por outro lado, a construção de um templo em honra do seu antecessor e pai adotivo, o já Divino Augusto, em Tarragona, em 15 d.C..
Os numerosos templos e estátuas dedicados a Calígula (por ordem própria) foram todos eles destruídos de imediato após a violenta morte deste imperador. Aparentemente, Cláudio permitiu a construção de somente um templo na sua honra, continuando o exemplo de Augusto e Tibério. Nesta ocasião, o templo foi erigido na Britânia, após a conquista deste território por Cláudio.

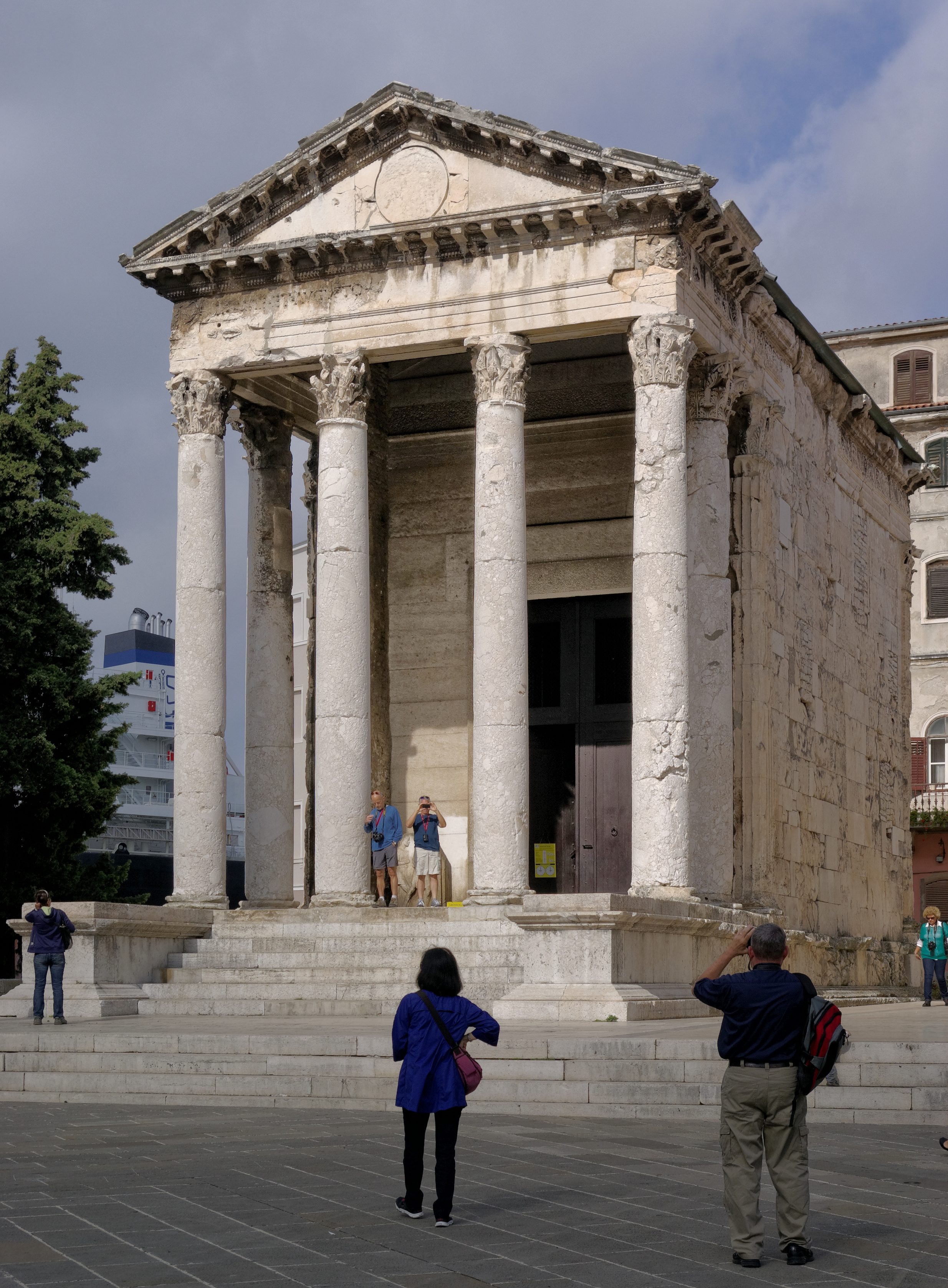
Templo de Augusto e da deusa Roma em Pula: Sobretudo nas províncias era forte o culto imperial à figura do imperador.

Geralmente, os imperadores romanos evitaram reclamar para si mesmos o status de deidade em vida, apesar de que alguns críticos insistissem em que deviam fazê-lo, e que o contrário poderia ser considerado um signo de debilidade. Outros romanos ridicularizavam a ideia de que os imperadores fossem considerados deuses viventes, e mesmo viam com diversão a deificação de um imperador após a sua morte. Sobre este particular, o único escrito satírico de Séneca, a Apocolocyntosis divi Claudii ("A conversão do Divino Cláudio numa abóbora"), amostra um amargo sarcasmo sobre a previsível deificação de Cláudio, a qual se efetuou, de acordo com a versão de Tácito, nos funerais do imperador em 54 d.C..
Frequentemente, os imperadores falecidos durante este período foram objeto de adoração, ao menos, aqueles que não foram excessivamente impopulares para os seus súditos. A maior parte dos imperadores beneficiou-se da rápida deificação dos seus predecessores: se tal predecessor era um familiar relativamente próximo (embora o fosse apenas por adoção), isto significava que o novo imperador contava com um status próximo à deidade, sendo divi filius, sem necessidade de reclamar para si mesmo a condição divina, e parecer presunçoso demais. Uma famosa cita atribuída a Vespasiano no seu leito de morte diz que as suas últimas palavras, proferidas em tom irônico, foram: Vae… puto deus fio! ("Ai … acho que me estou tornando deus!"), ao sentir que lhe sobrevinha a morte.
Para as mulheres das dinastias imperiais, a aquisição do título de Augusta, outorgado somente de modo excepcional, significava um passo essencial para atingir o status de divindade. Atingiram-no, entre outras, Lívia Drusa (sob Tibério), Popeia Sabina (sob Nero), Úlpia Marciana, Salonina Matídia (ambas com Trajano), Plotina, Víbia Sabina (sob Adriano).
Para o culto específico da família imperial (domus augusta) foi criado o sacerdócio específico do flaminado (flaminatus). Os flâmines (flamines) exerciam o dos varões e as flamínicas (flaminicae), frequentemente as suas esposas, o das mulheres. O culto estendia-se também a todos os já falecidos, caso no qual se mencionam como casa divina (Domus Divina), divinos e divinas (divorum et divarum), etc. flâmines e flamínicas existiam no nível municipal e no provincial, sendo o flaminado provincial masculino, que implicava também importantes despesas, uma panca muito importante para a ascensão a outras ordens sociais.

### O último imperador romano

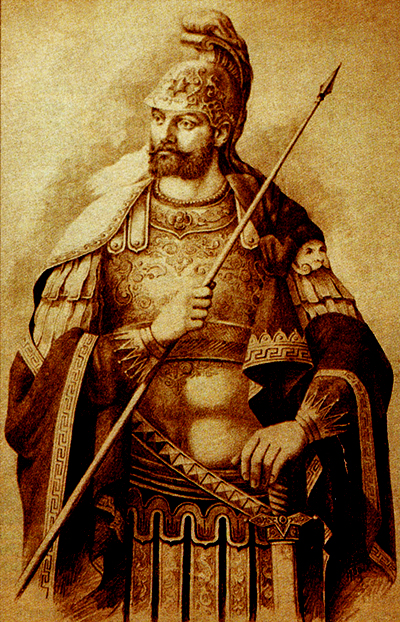
Retrato imaginário de Constantino XI Paleólogo, o último imperador romano

De um ponto de vista jurídico o Império Romano, fundado por Augusto em 27 a.C. e dividido em duas "partes" após a morte de Teodósio, em 395, havia sobrevivido somente na parte oriental que, com a deposição do último imperador ocidental Rômulo Augusto, em 476, tinha obtido também as insígnias da parte ocidental reunindo de um ponto de vista formal o Império Romano.
A coroação de Carlos Magno como imperador "romano" pelo papa Leão III no Natal do ano 800 foi ato privado de perfil jurídico legítimo: somente o imperador romano do Oriente (chamado "bizantino" mais tarde pelos iluministas no século XVIII) seria digno de coroar um par seu na parte ocidental, razão pela qual Constantinopla viu-se sempre com superioridade e suspeita aquele ato.
Os imperadores do Sacro Império Romano-Germânico buscaram com muitos modos fazer-se aceitar pelos bizantinos como seus pares: com relações diplomáticas, matrimônios políticos ou ameaças. Algumas vezes porém não obtiveram os resultados esperados, porque de Constantinopla eram sempre chamados como "rei dos germanos", jamais de "imperador".
Assim Constantino XI Paleólogo foi o último imperador romano. Membro da dinastia paleóloga, reinou no Império Bizantino de 1449 até sua morte em 1453, defendendo a capital Constantinopla. Nascido como o oitavo dos dez filhos de Manuel II Paleólogo. Passou a maior parte de sua infância em Constantinopla sob supervisão de seus pais. Durante a ausência de seu irmão mais velho, de 1437 a 1440, Constantino foi regente do império.
Antes da queda de Constantinopla, Maomé II fez uma oferta a Constantino XI. Em troca da rendição de Constantinopla, a vida do imperador seria poupada e ele continuaria a reinar em Mistra. Constantino recusou a oferta e liderou a defesa da cidade com participação ativa na luta ao longo das muralhas de Constantinopla. Ao mesmo tempo, usou suas habilidades diplomáticas para manter a unidade entre as tropas genovesas, venezianas e gregas. Quando a cidade caiu em 29 de maio de 1453, Constantino teria dito: "A cidade caiu, mas eu estou vivo". Percebendo que o fim estava próximo, ele teria descartado o manto púrpura e liderado os soldados numa carga final, na qual foi morto. Com sua morte, a sucessão imperial romana terminou, cerca de 1 500 anos depois de Augusto. Foi sucedido por seus irmãos Demétrio Paleólogo e Tomás Paleólogo como chefes da Casa Imperial de Paleólogo. Seu sobrinho, André Paleólogo, que havia sucedido a chefia da Casa Imperial Paleóloga, vendeu os seus direitos como pretendente do trono bizantino para o rei Fernando II de Aragão. Os monarcas espanhóis, que posteriormente criariam seu próprio império, possuem esses direitos até hoje, no entanto, não há nenhuma evidência de que qualquer monarca espanhol tenha usado os títulos imperiais bizantinos, que converteriam o Rei de Espanha em Imperador de Roma.

## Títulos e atribuições
Embora estes sejam os cargos, títulos e atribuições mais comuns, nem todos os imperadores romanos fizeram uso deles, e caso o fizessem, possivelmente não os utilizariam ao mesmo tempo. Os cargos de cônsul e censor, por exemplo, não formavam parte integral da dignidade imperial, sendo ostentados por diferentes pessoas além do imperador reinante.
- Augusto (em Latim Augustus: 'Sagrado' ou 'Venerável'), um cognome ou sobrenome honorífico exclusivo do imperador que portaram todos eles a partir de Augusto, que foi decretado pelo senado a 16 de janeiro de 27 a.C..
- César (em latim, Caesar), cognome, cognome ou terceiro nome, procedente da família de Júlio César, usado posteriormente como nome, segundo nome ou sobrenome de família, quer para se referir ao imperador (usado em segundo lugar, após IMP.), quer aos herdeiros (usado em último lugar atrás do seu nome ordinário).
- Censor, cargo de cinco anos de vigência, na república, que ostentam dois indivíduos com as mesmas atribuições: velar pela moralidade pública e controlar os recenseamentos geral da população, incluídos os das ordens senatorial e equestre. Foi exercido por poucos imperadores, como Cláudio (47-48), Vespasiano e Tito (73-74).
- Cônsul, a mais alta das magistraturas senatoriais da República Romana, de um ano de vigência (janeiro-dezembro), que ostentam ao tempo dois indivíduos com as mesmas atribuições. São o poder executivo do senado. Os imperadores exerciam-no à vontade, mas nem sempre (Augusto foi 13 vezes, Tibério 2, Trajano 6, Adriano 3, etc.).
- Dominus Noster (cujo significado era 'Nosso Senhor' ou 'Amo'), título honorífico que começa a usar-se ao mesmo tempo ou em vez de IMP.CAES. sob o usurpador Magnêncio (r. 350–353).
- Imperator (com o significado de 'comandante' ou 'comandante em chefe'), título obtido após a ascensão à púrpura imperial ou após um importante triunfo militar. Este título, de origem republicana, converteu-se, desde Augusto, no prenome da maioria dos imperadores até meados do século IV.
- Imperator Destinatus, Designatus ('Destinado, designado para ser imperador'), título para o herdeiro imperial usado por Septímio Severo para o seu filho Caracala.
- Imperium Maius ('comandante supremo'), indica que o seu possuidor ostenta o poder absoluto sobre todos os outros poderes, incluindo a capacidade de sentenciar mortal.
- Invicto (Invictus; 'não vencido'), título honorífico.
- Pai da pátria (pater patriae), título honorífico, decretado pela primeira vez para Augusto em 2 a.C..
- Pius Felix ('piedoso e bendito'), título honorífico.
- Pontífice máximo, título de origem republicana que implicava a maior das autoridades religiosas. Estavam à frente dos sacra ou ritos oficiais de Roma. Os imperadores cristãos a partir de Graciano pararam de usar este título, que se transformou num dos títulos do papa.
- Príncipe (primeiro cidadão), título honorífico que denota o status do imperador como o "primeiro entre iguais". Dá nome ao novo sistema político ideado por Augusto: o Principado.
- Príncipe da juventude (princeps Iuventutis), título honorífico destinado ao herdeiro do Império.
- Príncipe do senado ('príncipe do senado'), cargo republicano com uma vigência de cinco anos.
- Tribunicia potestas ('poder do tribuno', 'potestade tribunícia'), cargo de origem republicana (494 a.C.), que desde Augusto, em 23 a.C., era privativo do imperador. Mediante ele obtinha poderes de tribuno, incluindo a inviolabilidade (sacrosanctitas) e a capacidade de vetar as decisões do senado. Renovava-se anualmente (até Trajano no dies imperii ou de ascensão ao trono, depois cada 10 de dezembro) pelo qual nas inscrições imperiais é o marcador cronológico mais fiável da titulação.

### Títulos adicionais específicos em grego
- Autocrator (Αὐτοκράτωρ), título grego equivalente a 'soberano' com um significado semelhante a 'com plenos poderes'. Aparece somente em inscrições e prosa em língua grega.
- Basileu (Βασιλεύς), título grego que significa 'rei'; usado de jeito popular no Oriente para se referirem ao imperador e que se tornaria em título formal a partir de Heráclio.

### Títulos na epigrafia
Além disso, em epigrafia são frequentes as seguintes abreviaturas como próprias da dignidade imperial:
- AVG. - Augusto (Augustus; cognome ou terceiro nome, específico do imperador, desde Augusto).
- CAES. - César (Caesar).
- CES. e CES. PERP. - Censor e censor perpétuo (Censor perpetuus).
- COS. - Cônsul (acrescenta-se um numeral todas as vezes que o exerce, exceto o I).
- DIV. - Divus, Diva: desde Augusto, designa o imperador, imperatriz ou membro da família imperial que recebeu a apoteose ou declaração de divinização. Normalmente seguido pelo nome mais popular da personagem em questão (Divus Augustus, Divus Hadrianus), exceto César, que foi designado simplesmente Divus.
- GERM. - Germânico (Germanicus; outros epítetos de vitória sobre povos determinados: Britânico (Britannicus), Dácico (Dacicus), Pártico (Parthicus), Sarmácico (Sarmaticus), etc., às vezes seguidos de Máximo (Maximus)).
- IMP. - Imperator (como prenome e como indicador de vitórias militares, suas ou dos seus generais, neste caso seguem-lhe numerais, exceto o I).
- MAX. - Máximo (Maximus).
- NOB. - Nobilíssimo (Nobilissimus).
- OPT. - Ótimo (Optimus), como cognome, específico de Trajano.
- P.P. ou PAT.PATR. - pai da pátria.
- P.F. - Pius Felix.
- PONT.MAX. ou P.M. - Pontífice máximo (Pontifex maximus).
- PRINC. IVV. - Príncipe da juventude (Princeps Iuventutis; aplicado aos césares ou herdeiros).
- TRIB.POT. ou TR.P. - poder tribunício (habitualmente em ablativo ou genitivo, seguido pelo numeral, exceto o I).

## Imperadores e imperatrizes
- Lista de imperadores romanos
- Lista de imperatrizes romanas e bizantinas